# András Hegedüs

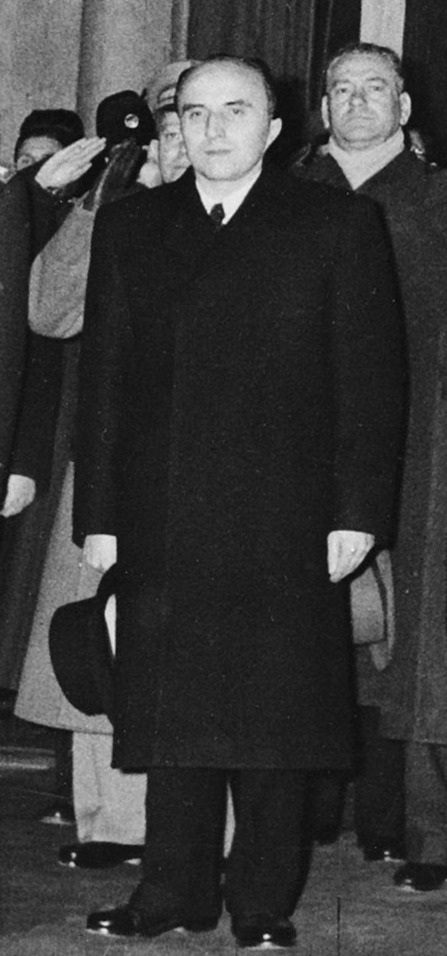
András Hegedüs in 1956

András Hegedüs (Szilsárkány, 31 oktober 1922 – Boedapest, 23 oktober 1999) was van 1955 tot 1956 premier van Hongarije.
Hegedüs sloot zich reeds tijdens zijn jeugd aan bij de Hongaarse Communistische Partij (MKP). Na de Tweede Wereldoorlog werd hij lid van de communistische jeugdbeweging en werkte voor het ministerie van Landbouw. Hij promoveerde in de economie. In 1953 werd hij minister van Landbouw. Op 24 oktober 1955 volgde hij de hervormingsgezinde communist Imre Nagy op als minister-president. In 1955 was hij ondertekenaar van het Warschaupact namens Hongarije.
In oktober 1956, na grote massademonstraties die de Hongaarse Opstand inluidden, verzocht hij de Sovjet-Unie om hulp om de demonstraties te beëindigen. Op 24 oktober 1956 nam Hegedüs als premier ontslag en werd opgevolgd door Imre Nagy die opnieuw premier werd. Nadat de Hongaarse opstand was begonnen werd hij door de Russen naar de Sovjet-Unie gevlogen waar hij enige tijd verbleef en studeerde. In 1958 keerde hij naar Hongarije terug en doceerde sociologie aan een universiteit. 
In 1968 sprak hij zich openlijk uit tegen de inval van de Warschaupact-staten in Tsjecho-Slowakije. Nadien ontwikkelde hij zich tot criticus van het regime in Hongarije. En hoewel hij een overtuigd socialist bleef, bleef hij de nodige kritiek uitoefenen op het communistisch systeem in Hongarije. In 1973 werd hij uit de Hongaarse Socialistische Arbeiderspartij (= de communistische partij) gestoten. Sindsdien was hij een dissident.